# 张飞虎
张飞虎（1984年8月5日—），黑龙江省哈尔滨市人，中国足球运动员，司职前卫，效力于中国足球超级联赛哈尔滨毅腾足球俱樂部，是2014赛季中超联赛哈尔滨毅腾队中唯一一位哈尔滨籍球员。

## 职业生涯
张飞虎早年在大连实德梯队踢球。2004年，张飞虎进入中乙联赛哈尔滨协力队，次年球队改名威海爱森，2006年球队解散。此后两年，他淡出职业足球圈。2008年，大连毅腾足球俱乐部的主场由哈尔滨迁往烟台，身为哈尔滨人的张飞虎进入队中，征战中甲，但一个赛季中没有获得出场机会。随后，他又离开了职业足球赛场，代表哈尔滨师范大学踢了几年大学生足球联赛，还曾参加第九届大学生运动会足球比赛。2011年中，张飞虎一度跟随毅腾队训练，不过“无意归队”。2013年，张飞虎重回毅腾队，这个赛季球队历史性地冲上中超，但他没有出过场。